# Jacques Douzans
Jacques Douzans, né le 6 avril 1914 à Mende (Lozère) et mort le 11 janvier 1995 à Muret (Haute-Garonne), est un haut fonctionnaire et homme politique français. Il est le grand-père de Jean-Michel Eymeri-Douzans.

## Fonctions électives
- Maire de Muret de 1953 à 1989.
- Conseiller général de la Haute-Garonne, canton de Muret, de 1955 à 1979.
- Député de la Haute-Garonne à l'Assemblée nationale (5e circonscription, Muret-Villefranche) de 1958 à 1962, puis de 1967 à 1973. Membre de la Commission des affaires sociales, puis de la Commission des affaires étrangères. Apparenté au groupe Progrès et démocratie moderne (1968-1973).

## Fonctions publiques
- Sous-préfet, administrateur civil au ministère de l'Intérieur (ancien élève de l'École libre des sciences politiques).
- Sous-préfet de Figeac (1942).
- Chef de cabinet du ministre du Ravitaillement (1947).
- Attaché parlementaire au cabinet du ministre des Finances (1948).
- Attaché parlementaire au cabinet du ministre de la Défense nationale (1949).
- Chef-adjoint de cabinet du secrétaire d’État à l'Industrie et au Commerce André Guillant (1950).
- Chef de cabinet du secrétaire d’État à la Présidence du Conseil Félix Gaillard (1952).
- Chef de cabinet du ministre de l'Agriculture Roger Houdet (1953).
- Chef de cabinet du secrétaire d’État à la Présidence du Conseil et conseiller spécial auprès du Président Edgar Faure (1955).
- Conseiller politique officieux au cabinet du Premier ministre Raymond Barre (1977-1981).